# Pasquale Passarelli
Pour les articles homonymes, voir Passarelli.
Pasquale Passarelli (né le 14 mars 1957 à Gambatesa en Italie) est un lutteur allemand, spécialiste de gréco-romaine, catégorie poids coq.
Il remporte une médaille d'or lors des Jeux olympiques d'été de 1984 à Los Angeles. Il remporte aussi les Championnats du monde de 1981.